# Морбиус (фильм)
«Мо́рбиус» (англ. Morbius) — американский супергеройский фильм 2022 года, основанный на комиксах Marvel о Морбиусе. Режиссёром выступил Даниэль Эспиноса, роль доктора Майкла Морбиуса исполнил Джаред Лето. Помимо него в фильме снимались Мэтт Смит, Адриа Архона, Джаред Харрис, Аль Мадригал и Тайриз Гибсон. Третий фильм медиафраншизы «Вселенная Человека-паука от Sony». По сюжету доктор Майкл Морбиус и его суррогатный брат Майло (Смит) становятся вампирами, излечившись от редкого заболевания крови.
Работа над картиной началась в тот момент, когда Sony объявила о планах создать собственную вселенную фильмов про персонажей, связанных с Человеком-пауком. В ноябре 2017 года Мэтт Сазама и Бёрк Шарплесс подготовили сценарий. В июне следующего года было утверждено участие Лето и Эспиноса. Съёмки стартовали в феврале 2019 года в Лондоне и закончились в июне. В феврале следующего года в Лос-Анджелесе прошли пересъёмки.
Мировая премьера «Морбиуса» состоялась 10 марта 2022 года в Plaza Carso. Фильм вышел в прокат в США 1 апреля 2022 года. Изначально премьера должна была состояться в июле 2020 года, но дата неоднократно откладывалась из-за пандемии COVID-19. В России премьера фильма должна была состояться 24 марта, однако была отменена; но несмотря на это в ряде стран СНГ фильм вышел в официальном русском дубляже. Картина стала кассовым провалом, собрав $167 460 961 в мировом прокате, и получила в основном отрицательные отзывы от критиков, которые раскритиковали сценарий, визуальные эффекты и сцены после титров, однако похвалили актёрскую игру Лето и Смита. Некоторые зрители отнеслись к выходу фильма с иронией, превратив его в интернет-мем.

## Сюжет
В греческой больнице 10-летний Майкл Морбиус встречает нового пациента Люсиана, которому он дал имя Майло. Их связывает общая болезнь крови и желание быть «нормальными». Директор больницы Николас устраивает Майкла в медицинскую школу в Нью-Йорке, продолжая заботиться о Майло.
25 лет спустя Майкл публично отказывается от Нобелевской премии за работу с искусственной кровью. Коллега и девушка Морбиуса Мартина Бэнкрофт узнаёт, что он тайно захватил десятки вампировых летучих мышей из Коста-Рики в надежде соединить их гены со своими собственными, чтобы вылечить своё заболевание. Сообщив Николасу и Майло о планируемом эксперименте, Майкл получает финансирование на оснащение оборудованием частного наёмного судна в открытом море. Лекарство подействовало, однако превращает Майкла в вампира. Морбиус убивает и высасывает кровь из членов экипажа, кроме Мартины. Когда жажда крови утихает, Майкл, придя в сознание, стирает все записи с камер видеонаблюдения о своём эксперименте, подаёт сигнал SOS и прыгает за борт.
Майкл возвращается в Нью-Йорк и обнаруживает, что обладает сверхчеловеческой силой, скоростью, рефлексами и способностями к эхолокации. Он питается искусственной кровью, однако она становится всё менее эффективной. Пока агенты ФБР Саймон Страуд и Эль Родригес расследуют дела жертв Майкла и делают выводы о его причастности, Майло узнаёт, что Майкл излечился и приходит в ярость, когда тот отказывается излечить и его. Майкл навещает в больнице Мартину, после чего сталкивается со Страудом и Родригесом, желающим его допросить. В это время в больнице находят обескровленную медсестру. Морбиус пытается сбежать от агентов, однако его арестовывают, подозревая в убийстве медсестры. В тюрьме Майкла посещает Майло и предлагает использовать свои связи, чтобы освободить его. Поняв, что Майло применил его лекарство и убил медсестру, Майкл сбегает, чтобы остановить его. Майло признаётся в своих преступлениях, утверждая, что сделал это из-за жажды крови, а затем призывает Майкла принять свои силы. Не желая причинять боль своему брату, Морбиус сбегает.
На следующий день Майкл встречается с поправившейся Мартиной и объясняет, что всё это сделал Майло. Морбиус находит новую лабораторию и разрабатывает антикоагулянт, чтобы убить Майло; он также планирует использовать его на себе из-за неспособности сопротивляться своей жажде крови. Страуд и Родригес находят видеозапись одного из нападений Майло и публикуют её в СМИ. Поняв, что на записи Майло, Николас находит его и умоляет остановиться. Майло обвиняет Николаса в том, что он любит Майкла больше, смертельно ранит его и просит передать Майклу, что не остановится. Николас звонит Майклу и просит остановить Майло. Морбиус приходит к Николасу и становится свидетелем его смерти, в то время как Майло нападает на Мартину. Майкл прибывает к ней, однако она умирает у него на руках. Мартина просит выпить её кровь, целует Майкла на прощание, кусает за губу и выпивает каплю его крови. Снова столкнувшись с Майло, Майкл вызывает армию летучих мышей, которые помогают ему отвлечь Майло, пока он вводит ему антикоагулянт. Со слезами на глазах Майло умирает, а Майкл улетает с летучими мышами, оплакивая своих близких и принимая свою сущность вампира. В скором времени Мартина оживает благодаря своим новым вампирическим способностям.
В первой сцене после титров Эдриан Тумс перемещается во вселенную Морбиуса из-за магического заклинания. Он оказывается в тюремной камере и через некоторое время получает освобождение из-за отсутствия данных о его преступлениях.
Во второй сцене после титров Тумс, создав копию своего лётного костюма и решив, что к его перемещению в эту вселенную причастен Человек-паук, находит Морбиуса и предлагает объединиться.

## Актёрский состав
- Джаред Лето — доктор Майкл Морбиус:
Учёный, страдающий редким заболеванием крови, его попытки вылечить себя приводят к трансгенному вампиризму[11], из-за чего Майкл обретает сверхчеловеческие способности, но без слабостей, присущих вампирам. Лето привлекли борьба персонажа с болезнью и моральные последствия героя, испытывающего жажду крови[12].
- Мэтт Смит — Люсиан / Майло:
Суррогатный брат Морбиуса, богатый человек по имени Люсиан, который страдает тем же редким заболеванием крови, что и Морбиус. Майло становится злодеем, когда обретает те же способности, что и Майкл. Первоначально было объявлено, что Смит исполнит роль Локсиаса Крауна / Голода, но позже его заменили на существенно другого персонажа, основанного на самом Морбиусе[13]. Отказавшись ранее от других ролей в супергеройских фильмах, Смит присоединился к проекту благодаря участию режиссёра Даниэля Эспиносы и поддержке Карен Гиллан, которая исполняет роль Небулы в «Кинематографической вселенной Marvel» (КВМ) и ранее работала со Смитом над сериалом «Доктор Кто»[14]. Эспиноса призвал Смита сыграть дерзкого злодея[13]. Джозеф Эссон исполнил роль молодого Майло[15].
- Адриа Архона — доктор Мартина Бэнкрофт: Учёный и девушка Морбиуса[16][17]. Архона сказала, что её героиня «самая умная в комнате» и черпает вдохновение у политика и активистки Александрии Окасио-Кортес[18].
- Джаред Харрис — доктор Эмиль Николас: Наставник и отец Майкла и Майло, который управляет учреждением, где заботятся о людях с неизлечимыми заболеваниями[19].
- Аль Мадригал — Альберто «Аль» Родригес: Агент ФБР, охотящийся на Морбиуса[20].
- Тайриз Гибсон — Саймон Страуд:
Агент ФБР, охотящийся на Морбиуса[21][22]. Гибсон отметил, что в комиксах этот персонаж белый, а продюсеры «сделали его чёрным», чтобы утвердить актёра. В фильме у Страуда есть «высокотехнологичная рука с оружием», и Гибсон описал его как супергероя[23]. Гибсон подписал контракт на три кинокартины, когда присоединился к фильму[24].

Кроме того, Кори Джонсон исполнил роль мистера Фокса, а Майкл Китон повторил роль Эдриана Тумса / Стервятника из фильма «Кинематографической вселенной Marvel» (КВМ) «Человек-паук: Возвращение домой» (2017) в сценах после титров.

## Производство

### Сценарий
В мае 2000 года кинокомпания Artisan Entertainment заключила сделку с Marvel Entertainment о совместном производстве, финансировании и дистрибуции нескольких фильмов про персонажей комиксов Marvel, включая Морбиуса. Первоначально персонаж должен был появиться в фильме «Блэйд», режиссёр Стивен Норрингтон сыграл его в коротком эпизоде. Но персонаж был вырезан из первого фильма и не появился в сиквеле после того, как Норрингтон отказался снимать вторую часть. В мае 2017 года Sony объявила о планах создать новую расширенную вселенную о персонажах, связанных с Человеком-пауком. Первым фильмом вселенной, получившей название «Вселенная Человека-паука от Sony», стал «Веном», премьера которого состоялась в октябре 2018 года. В июле режиссёр кинокомикса «Человек-паук: Возвращение домой» Джон Уоттс заявил о желании представить Морбиуса и Блэйда в сиквеле «Человек-паук: Вдали от дома». По словам Уоттса, мрачный тон персонажа Морбиуса мог бы идеально вписаться в «Кинематографическую вселенную Marvel» (КВM). В ноябре 2017 года Мэтт Сазама и Бёрк Шарплесс прислали Sony копию сценария к «Морбиусу». Джаред Лето был слабо привязан к заглавной роли и не хотел сниматься в фильме, пока не узнал, что проект стал двигаться в правильном направлении. Актёр лично встретился с несколькими кандидатами на пост режиссёра.
В апреле 2018 года Sony предложила Антуан Фукуа стать режиссёром. Сам Фукуа признавался, что если бы ему доверили снять фильм, он бы сделал из него что-то, что для него было бы интересным. Среди других кандидатов был Ф. Гэри Грей, который в итоге отказался, и Даниэль Эспиноса, снявший для Sony сай-фай хоррор «Живое». В мае того же года, во время тура группы Thirty Seconds to Mars в Германии, Лето встретился с Эспиносой. В июне участие Лето и Эспиноса в проекте было утверждено. В качестве продюсеров были приглашены Ави Арад, Мэтт Толмак и Лукас Фостер.

### Подготовка
Sony планировала начать съёмки в ноябре 2018 года в Атланте, где ранее снимались «Человек-паук: Возвращение домой» и «Веном», но студия так и не утвердила дату премьеры. Толмак сказал, что проект был очень далёк от начала съёмок. Продюсеры запланировали начало производства в первой половине 2019 года в надежде, что «Морбиус» станет вторым фильмом, выпущенным в рамках расширенной вселенной Sony после «Венома». Толмак отмечал, что Лето привнёс в фильм ту же «напряжённость», какую он привнёс в «Отряде самоубийц», где Лето сыграл Джокера. В ноябре 2018 года аналитики по кассовым сборам заявляли, что «Веном» стал достаточно успешной картиной в коммерческом плане, позволив Sony взяться за реализацию других фильмов, в том числе «Морбиус». В этом же месяце Sony утвердила дату премьеры одного из безымянных фильмов Marvel на 10 июля 2020 года, предположительно для «Морбиуса». В декабре Адриа Архона начала переговоры о главной женской роли Мартины Бэнкрофт в проекте. Позже через месяц её участие было утверждено, а Sony перенесла дату выхода на 31 июля. В это время к составу актёров присоединился Мэтт Смит.

### Съёмки
Производство кинокомикса началось в феврале 2019 года в Лондоне. Рабочее название — Plasma (англ. Плазма). Оливер Вуд работал оператором в фильме, который стал его последней работой, перед его смертью в феврале 2023 года. В начале съёмок к актёрскому составу присоединились Джаред Харрис (наставник Морбиуса) и Тайриз Гибсон (агент ФБР, охотящийся на Морбиуса). Тем временем выяснилось, что Смиту досталась роль злодея Локсиаса Крауна. В марте съёмки проходили в Северном квартале Манчестера, выступившего в роли Нью-Йорка. Позднее Гибсон рассказал, что он получил роль Саймона Страуда, а Аль Мадригал был взят на роль его напарника Альберто Родригеса. Съёмки должны были занять 12 недель. В июне продюсер «Венома» Эми Паскаль сообщила, что производство кинокомикса только что завершилось.

### Пост-продакшн
В сентябре 2019 года Sony заключила новую сделку с Disney, позволив сохранить Человека-паука в КВM после премьеры «Вдали от дома». В рамках нового соглашения глава Marvel Studios Кевин Файги заявил, что Человек-паук из КВM сможет пересекать кинематографические вселенные, а также появится в расширенной вселенной Sony. В первом трейлере к «Морбиусу», выпущенном в январе 2020 года, было показано граффити Человека-паука, которое обозреватели приравняли к трилогии Сэма Рэйми, хотя, похоже, оно использовалось как отсылка к финалу «Вдали от дома». Кроме того, в трейлере на несколько секунд появился Майкл Китон, сыгравший Эдриана Тумса / Стервятника в картине «Человек-паук: Возвращение домой». Тем временем стало известно, что Арт Маркум и Мэтт Холлоуэй внесли вклад в сценарий, при этом их имена не упомянуты в титрах.
В феврале 2020 года в Лос-Анджелесе состоялись пересъёмки картины, завершившиеся через месяц, когда производство фильмов в Соединённых Штатах было прервано из-за пандемии COVID-19. В конце марта дата премьеры «Морбиуса» была перенесена на 19 марта 2021 года из-за закрытия кинотеатров по всему миру в связи с пандемией. В январе 2021 года картину снова перенесли, сначала на 8 октября 2021 года, а затем на 21 января 2022 года, когда на октябрь 2021 года перенесли «Не время умирать». В конце января Лето сообщил, что дополнительные пересъёмки состоятся в середине февраля. В конце апреля 2021 года премьера кинокомикса была перенесена на неделю, на 28 января 2022 года; а в начале января 2022 года — на апрель этого же года.

## Музыка
В октябре 2019 года композитором был назначен Йон Экстранд, ранее работавший с Эспиносой над предыдущими фильмами.

## Маркетинг
Тизер-трейлер к фильму появился в сети 13 января 2020 года. Редактор The Verge Джулия Александер назвала трейлер «нелепым». Мэтт Голдберг из Collider также назвал ролик «глупым» и отметил сходство «Морбиуса» с «Веномом». Журналист из Forbes Скотт Мендельсон тоже был согласен с тем, что «Морбиус» похож на «Венома», но предупредил, что «Морбиус» может не повторить кассовый успех. Большая часть дискуссий вокруг трейлера была сосредоточена на появлении Китона и визуальной отсылке к Человеку-пауку. У многих возникали вопросы по поводу взаимосвязи с фильмами о Человеке-пауке и КВM. 28 февраля 2022 года вышел финальный трейлер картины.
Короткометражный веб-сериал «The Daily Bugle» входит сразу в две киновселенные — «Кинематографическую вселенную Marvel» (КВМ) и «Вселенную Человека-паука от Sony» (SSU). Четыре эпизода третьей кампании веб-сериала в марте 2022 года посвящены фильму «Морбиус». Были использованы кадры фильма «Морбиус».

## Прокат

### Театральный
Мировая премьера «Морбиуса» состоялась 10 марта 2022 года в Plaza Carso в Мехико. Фильм вышел в прокат в США 1 апреля 2022 года в формате IMAX. Изначально кинокомикс планировали выпустить 10 июля 2020 года, но потом перенесли на 31 июля 2020 года. Затем дату передвинули из-за пандемии COVID-19: сначала на 19 марта 2021 года, далее на 8 октября 2021 года, а потом на 21 января 2022 года и на неделю позже 28 января. В январе 2022 года премьеру в США перенесли на 1 апреля того же года из-за вспышки штамма «Омикрон».

#### В России
Премьера фильма была намечена на 24 марта 2022 года. В знак протеста против вторжения России на Украину в феврале 2022 года компании Warner Bros., Disney и Sony отменили выход своих новых фильмов в России. В частности, отменён выход «Морбиуса».

### Цифровой релиз
В апреле 2021 года Sony подписала сделку с Netflix и Disney на право показывать фильмы с 2022 по 2026 год после выхода в кинотеатрах на стриминг-сервисах, таких как Disney+ и Hulu.

## Реакция

### Кассовые сборы
«Морбиус» собрал $73 865 530 в США и Канаде и $93 595 431 млн на других территориях, в общей сумме собрав $167 460 961 по всему миру.
В первый день фильм заработал $17,2 млн, включая $5,7 млн с предварительных показов в четверг. Дебют фильма составил $39 млн, заняв первое место в прокате.
Во второй уик-энд проката в США и Канаде фильм собрал $10,2 млн и занял второе место после «Соника 2 в кино», а его падение составило 74 %, что является вторым среди худших показателей для супергеройского фильма за всё время, уступая только «Стали» (1997), и худшим показателем среди всех супергеройских фильмов. В третий уик-энд фильм опустился на 6-е место в прокате, собрав $4,7 млн (падение на 54 %), а в четвёртый — на 9-е место, собрав $2,3 млн (падение на 51 %). В свои пятые выходные фильм заработал $1,5 млн и занял 10-е место.
В других странах «Морбиус» заработал $44,9 млн на 62-х международных рынках в свой премьерный уик-энд, включая $2,5 млн на экранах IMAX. Во второй уик-энд фильм собрал $15 млн при падении на 62 %. Также к сборам прибавились $6,7 млн в третий уик-энд, $3,3 млн в четвёртый и $1,6 млн в пятый.

### Отзывы критиков
На агрегаторе рецензий Rotten Tomatoes рейтинг фильма составляет 15 % со средней оценкой 3,8/10 на основе 283 отзывов. Консенсус критиков гласит: «Проклятый безвкусными эффектами, плохой игрой актёров и нелепым сюжетом, этот унылый бардак — попытка экранизировать Морбиуса». На Metacritic средневзвешенная оценка фильма составляет 35 из 100 на основе 55 критиков, что означает «в целом негативные отзывы». Зрители, опрошенные Cinema Score, дали «Морбиусу» среднюю оценку «C+» по шкале от «A+» до «F»; ниже оценка только у «Фантастической четвёрки» 2015 года. PostTrak сообщил, что 62 % зрителей дали фильму положительную оценку, при этом 47 % сказали, что они определённо рекомендовали бы его к просмотру.
Рецензируя фильм для Collider, Эмма Кили посчитала, что «главная проблема „Морбиуса“ — ленивый и неинтересный сценарий», и добавила, что «ни один персонаж не имеет веса или глубины». Она также отметила, что в фильме «мало юмора», а «когда юмор присутствует, то он неудачен». Барри Херц из The Globe and Mail раскритиковал фильм, сказав, что он «безобаятелен, бессвязен, уродлив и настолько агрессивно глуп, что не поддаётся никаким попыткам запихнуть его в отчаянную коробку „удовольствия, вызывающего чувство вины“». Кэти Бреннан из Time Out поставила фильму 1 балл из 5, заявив, что «безвкусное действие и тонкая характеристика[уточнить] превращают Морбиуса в зануду», и раскритиковала сцены после титров, считая, что попытки фильма «ухаживать за аудиторией, намекая на потенциальную связь с Человеком-пауком из КВМ» — это «худший вид незаслуженного фансервиса в таком скучном фильме».
Дэвид Руни из The Hollywood Reporter сказал, что фильм «только с перерывами соответствует интенсивности исполнения главной роли» и написал: «Жаль только, что этот вступительный залп воспринимается слишком серьёзно, чтобы получить удовольствие от хаоса, несмотря на потенциал дьявольской игры Смита для забавного взаимодействия между антагонистами». Карлджо Хавьер из Rappler сказал, что фильм пострадал от «самых безопасных, самых ванильных решений»[уточнить], и раскритиковал устаревший сюжет, однако похвалил игру Смита. Ричард Роупер из Chicago Sun-Times дал фильму 2 звезды из 4, сказав: «Похоже, что Морбиус может вскоре пересечься с Человеком-пауком в той или иной вселенной, и это было бы большим шагом вперёд для него, потому что его кинодебют больше похож на средний фильм о вампирах 1990-х годов». Мэтт Донато из IGN присвоил фильму 5 баллов из 10, неблагоприятно сравнив торжественное выступление Лето с «кэмповым» выступлением Тома Харди в фильмах о Веноме, написав, что Лето «воспринимает всё смертельно серьёзно, что в конечном счёте вредит ему», однако похвалил выступление Смита за «красочность, в которой фильм отчаянно нуждается».
Вынесшая фильму положительный вердикт Лиа Гринблатт из Entertainment Weekly поставила фильму оценку «B», сказав, что Лето «попадает в нужные ноты страха и тоски в удивительно сдержанном исполнении», а Стефани Захарек из Time считает, что в исполнении Лето есть «тихо вибрирующая уязвимость». Мик ЛаСалль из San Francisco Chronicle поставил фильму 3 балла из 4 и назвал его «бодро захватывающим» и «идеальным противоядием от раздутого „Бэтмена“». Крис Бамбрей из JoBlo.com поставил фильму 6 баллов из 10 и назвал его «достаточно приличным началом для последнего дополнения к „Вселенной Человека-паука от Sony“», а также похвалил кинематографию[уточнить] и «ужасные аспекты» сюжета.

### Интернет-мемы
Из-за слабых кассовых сборов и негативных отзывов критиков «Морбиусу» стали посвящать мемы. Фанаты распространяли шитпосты, в которых иронично восхваляли фильм. После выхода фильма, в тренды Twitter попал хэштег #MorbiusSweep, под которым в шутку утверждали, что «Морбиус» оказался самым успешным фильмом в контексте сборов и отзывов критиков. Хэштег превратился в онлайн-движение, фанаты которого писали, что фильм собрал в прокате «морбиллион» долларов и получил невозможные 200 % рейтинга одобрения на Rotten Tomatoes.
После выхода фильма на стриминговых сервисах и электронных носителях количество мемов увеличилось. Во многих из них использовалась ненастоящая коронная фраза Морбиуса — «It’s morbin’ time» (рус. Время морбить), отсылка к популярной фразе из «Могучих рейнджеров» — «It’s morphin’ time» (рус. Время превращаться).

## Будущее
В январе 2021 года Лето рассказал в интервью, что у Морбиуса есть возможность появиться в будущем проекте вместе с Блэйдом, роль которого досталась Махершале Али в КВM. В декабре 2021 года, обсуждая появление мультивселенной в кинокомиксе «Человек-паук: Нет пути домой», Лето предположил, что его персонаж может появиться в одном из будущих фильмов, где появится Зловещая шестёрка. Том Холланд также выразил заинтересованность в том, чтобы его версия Человека-паука из КВМ в будущем сразилась с Морбиусом, а продюсеры Кевин Файги и Эми Паскаль подтвердили интерес к возможному фильму с участием Лето и Али. В марте 2022 года Лето выразил интерес к будущему фильму, в котором Морбиус появится вместе с Веномом в исполнении Тома Харди. Во время CinemaCon 2022 Sony анонсировала третий фильм о Веноме, «Веном: Последний танец», и «Человека-паука: За пределами вселенных» (2024), однако не было объявлено о сиквеле «Морбиуса», что оставляет будущее персонажа под вопросом.

## Награды и номинации
Фильм получил пять номинаций на антипремию «Золотая малина»: худший фильм, худший режиссёр, худший актёр, худшая актриса второго плана и худший сценарий, одержав победу за худшего актёра и худшую актрису второго плана.

## Комментарии
1. ↑  Тумс был перенесён из «Кинематографической вселенной Marvel» (КВМ) во «Вселенную Человека-паука от Sony» (SSU) из-за событий фильма «Человек-паук: Нет пути домой» (2021)[10].
2. ↑  Зловещая шестёрка[10]